# Charles Crahay
Charles Jean Albert Marie Edmond Crahay (Anversa, 9 novembre 1889 – ...) è stato uno schermidore belga, vincitore di una medaglia d'argento nella scherma ai giochi olimpici.